# Nomorhamphus megarrhamphus
Nomorhamphus megarrhamphus is een straalvinnige vissensoort uit de familie van de halfsnavelbekken (Hemiramphidae). De wetenschappelijke naam van de soort is voor het eerst geldig gepubliceerd in 1982 door Brembach.